# Sorokin-Insel
Die Sorokin-Insel (russisch Остров Сорокина Ostrow Sorokina) ist eine Insel vor der Oates-Küste des ostantarktischen Viktorialands. Sie liegt westlich der Snamenski-Insel in der Rennick Bay.
Russische Wissenschaftler benannten sie. Der Namensgeber ist nicht überliefert.